# Municipio de Middleton (condado de Columbiana)
El municipio de Middleton (en inglés: Middleton Township) es un municipio ubicado en el condado de Columbiana en el estado estadounidense de Ohio. En el año 2010 tenía una población de 3612 habitantes y una densidad poblacional de 39,39 personas por km².

## Geografía
El municipio de Middleton se encuentra ubicado en las coordenadas 40°46′11″N 80°33′52″O / 40.76972, -80.56444. Según la Oficina del Censo de los Estados Unidos, el municipio tiene una superficie total de 91.69 km², de la cual 91.09 km² corresponden a tierra firme y (0.65%) 0.6 km² es agua.

## Demografía
Según el censo de 2010, había 3612 personas residiendo en el municipio de Middleton. La densidad de población era de 39,39 hab./km². De los 3612 habitantes, el municipio de Middleton estaba compuesto por el 97.87% blancos, el 0.39% eran afroamericanos, el 0.33% eran amerindios, el 0.17% eran asiáticos, el 0.03% eran isleños del Pacífico, el 0.19% eran de otras razas y el 1.02% pertenecían a dos o más razas. Del total de la población el 0.75% eran hispanos o latinos de cualquier raza.